# Jan Troell
Jan Gustaf Troell (Limhamn, 23 juli 1931) is een Zweeds filmregisseur.

## Biografie
Troell was aanvankelijk leraar, maar hij legde zich in de jaren '60 toe op de film. Eerst werkte hij als assistent van regisseur Bo Widerberg, voordat hij debuteerde hij met de dramafilm Här har du ditt liv (1966), een verfilming van het boek Romanen om Olof van de Zweedse auteur Eyvind Johnson. Met zijn volgende film Ole dole doff (1968) won hij de Gouden Beer op het Filmfestival van Berlijn. Hij is echter vooral bekend van de films Utvandrarna (1971) en Nybyggarna (1972), verfilmingen van vier boeken van de Zweedse auteur Vilhelm Moberg. Voor Utvandrarna werd hij genomineerd voor een Oscar.
In 2005 ontving hij de Zweedse koninklijke onderscheiding "Litteris et Artibus".

## Filmografie (selectie)
- 1966: Här har du ditt liv
- 1968: Ole dole doff (Nederlands: Iene miene mutte)
- 1971: Utvandrarna (Nederlands: De emigranten)
- 1972: Nybyggarna (Nederlands: Het nieuwe land)
- 1974: Zandy's Bride
- 1977: Bang!
- 1979: Hurricane
- 1982: Ingenjör Andrées luftfärd
- 1991: Il capitano
- 1996: Hamsun
- 2001: Så vit som en snö
- 2008: Maria Larssons eviga ögonblick